# Tańcząca z Gruzją
Tańcząca z Gruzją – serial dokumentalny produkcji polsko-gruzińskiej z 2009 roku, emitowany po raz pierwszy od 15 lutego do 20 marca 2009 na antenie TVP2. Prezenterką i główną bohaterką serialu jest polska artystka kabaretowa i dziennikarka Katarzyna Pakosińska, zaś jego reżyserem gruziński filmowiec Sergi Gvarjaladze. Pakosińska i Gvarjaladze byli również autorami scenariusza. Serial został wyprodukowany przez gruzińską firmę producencką Komuna Media na zlecenie Telewizji Polskiej. Zdjęcia trwały od sierpnia do listopada 2008 roku. 
W każdym z sześciu odcinków Pakosińska odwiedza inny region Gruzji, poznaje jego tradycje i zabytki, spotyka się z mieszkańcami oraz opowiada historię tej części kraju. Dodatkowo w ostatnim odcinku prowadząca uczy się gruzińskiego tańca ludowego. Stałym elementem serialu jest także "kącik kulinarny", w którym Pakosińska stara się w przystępny sposób nauczyć widzów przygotowywania gruzińskich przysmaków.

## Odcinki i regiony
1. Adżaria
2. Swanetia
3. Imeretia
4. Tuszetia
5. Kachetia
6. Tbilisi